# Michael Dougherty
Michael Dougherty je americký scenárista, který se nejvíce proslavil spoluprací na scénáři k filmu Bryana Singera X-Men 2 nebo také Superman se vrací. Je také známý režií hororu Halloweenská noc.